# Linda di Chamounix
A Linda di Chamounix [... ʃamɔˈni] Gaetano Donizetti háromfelvonásos operája (opera semiseria). A szövegkönyvet Gaetano Rossi írta Adolphe Philippe Dennery és Gustave Lemoine komédiája (La grâce de Dieu) alapján (a címben hibásan szerepel a város neve!). A művet 1842. május 19-én mutatták be először a bécsi Kärtnertortheaterben.Magyarországon először 1842. november 10-én játszották a Pesti Városi Német Színházban.

## Szereplők
| Szereplő               | Hangfekvés           | Az ősbemutató szereposztása |
| ---------------------- | -------------------- | --------------------------- |
| Linda                  | szoprán              | Eugenia Tadolini            |
| Carlo, Sirval vikomtja | tenor                | Napoleone Moriani           |
| Pierotto, egy árva     | alt                  | Marietta Brambilla          |
| Antonio, Linda apja    | bariton              | Felice Varesi               |
| De Boisfleury márki    | basszus vagy bariton | Agostino Rovere             |
| A prefektus            | basszus vagy bariton | Prosper Dérivis             |
| Maddalena, Linda anyja | szoprán              | Maddalena Nottes            |
| Az intendáns           | tenor                | Michele Novaro              |

## Cselekménye
- Helyszín: Franciaország (Chamonix és Párizs)
- Idő: 1760 körül

### Első felvonás(Az elutazás)
Antonio és Maddalena Párizsba készülő lányukat, Lindát búcsúztatják. A család de Boisfleury márkinál lakik albérletben, s a szerződésük hamarosan le fog járni. A márki fivére megígéri, hogy közbenjár a szerződés meghosszabbítása érdekében a márkinál, ha Linda iránti közeledése meghallgatásra talál. A lány viszont Carlóba, a festőbe szerelmes. Carlo egyébként nem más mint Sirval vikomtja, a márki unokaöccse, de félve, hogy rangja miatt a leány esetleg nem viszonozná közeledését, festőnek adja ki magát. A fiatalok csak titokban találkozhatnak. Míg Carlo és Linda közös jövőről álmodnak, a prefektus a márki tisztességtelen szándékától óvja a szülőket és felajánlja, hogy a megbízható fiatalember, Pierotto kíséretében utazzon Linda Párizsba, ahol testvérénél megszállhat. Pierotto - aki alkalmanként énekmondóként, magát tekerőlanttal kísérve történetekkel, balladákkal szórakoztatja hallgatóságát, készséggel vállalja a kísérő szerepét.

### Második felvonás(Párizs)
Párizsba érkezve Pierotto ágynak esik, így nem tud Lindára ügyelni. Tetézi a bajt, hogy a prefektus testvére is megbetegedett, majd meg is halt, így Linda lakás és megélhetés nélkül maradt. A tanácstalan Linda énekléssel próbálja fenntartani magát. Párizsba érkezik Carlo, aki amint megtalálja a szerencsétlenül járt lányt, elviszi fényűző palotájába. Hónapok telnek el, s Linda teljesen eltűnt szülei számára. Pierottónak azonban sikerül megtalálnia, s mivel nem érti a luxuskörülményeket, Linda beavatja a titokba, felfedve Carlo inkognitóját. Rátalál a szintén Párizsban járó márki is és a lányt egy főrangú személy titkos szeretőjének gondolja (nem sejtvén, hogy Linda gavallérja nem más mint saját unokaöccse). Mind durvábban és tolakodóbban viselkedik, amiért Linda kiutasítja a lakásból. Váratlanul apja, Antonio érkezik. Carlótól remél segítséget bérletük meghosszabbításában. Elképzelhető a megdöbbenése, amikor saját leányát találja a fényűzően berendezett otthonban. Elkeseredett szavakkal ostorozza tisztességtelennek gondolt lányát, majd feldúltan távozik. Linda alig jut túl apjával való összetűzésén, máris újabb rossz hírt kap: Carlo bejelenti be, hogy családja megelégelte a tudomására jutott rangon aluli kapcsolatot, s most ragaszkodik hozzá, hogy egy saját osztálybeli nőt vegyen feleségül. Linda az őt ért csapások hatására megtébolyul.

### Harmadik felvonás(A visszatérés)
Lindát hazaviszik Chamonix-ba, ahol családja otthonában heveri ki párizsi balszerencséjét. Időközben Carlo meglátogatja a prefektust és ráveszi, hogy segítsen neki meggyőzni családját a Lindával való házasságról. A prefektustól tudja meg, hogy mi történt a lánnyal. Azonnal ellátogat hozzá. A szülőknek átadja az új szerződést. Szerelmese közeledése és a családot ért örömhír meggyógyítja Lindát, s boldogan készül Carlóval az esküvőre.

## Diszkográfia
Alfonso Antoniozzi (de Boisfleury márki), Luca Canonici (Charles), Petteri Salomaa (Antonio), Sonia Ganassi (Pierotto), Mariella Devia (Linda) stb.; Holland Nemzeti Vándoropera Énekkara, Keletholland Zenekar, vez.: Gabriele Bellini (1992) Arts 47151-2